# Kouïbychev (oblast de Novossibirsk)
Pour les articles homonymes, voir Kouïbychev.
Kouïbychev ou  Kuybyshev (en russe : Куйбышев) est une ville de l'oblast de Novossibirsk, en Russie, et le centre administratif du raïon de Kouïbychev. Sa population s'élevait à 44 606 habitants en 2013.

## Géographie
Kouïbychev est arrosée par la rivière Om, un affluent de l'Irtych, et se trouve à 10 km au nord de Barabinsk, à 298 km à l'ouest de Novossibirsk, à 318 km à l'est d'Omsk et à 2 524 km à l'est de Moscou.

## Histoire
Kouïbychev est fondée en 1722 en tant que fort militaire nommé Kaïnski Possad (Каинский Посад). En 1782, elle est rebaptisée Kaïnsk (Каинск) et accède au statut de ville. En 1804, la ville est incorporée au gouvernement de Tomsk. En 1935, elle est renommée Kouïbychev en hommage au bolchévik Valerian Kouïbychev, qui avait été exilé à Kaïnsk en 1907 et y vécut pendant deux ans.

## Population
Recensements (*) ou estimations de la population
| 1856  | 1897* | 1931  | 1939*  | 1959*  | 1970*  |
| ----- | ----- | ----- | ------ | ------ | ------ |
| 2 700 | 5 884 | 9 200 | 12 930 | 30 380 | 40 166 |

| 1979*  | 1989*  | 2002*  | 2010*  | 2012   | 2013   |
| ------ | ------ | ------ | ------ | ------ | ------ |
| 46 545 | 51 171 | 48 848 | 45 299 | 44 843 | 44 606 |

## Économie
La ville possède une centrale électrique et plusieurs usines de matériaux de construction (béton renforcé), de produits chimiques, de produits alimentaires (lait, viande), de vêtements, etc.

## Religion
La ville est en grande majorité orthodoxe, mais il existe également une petite paroisse catholique dédiée aux apôtres Pierre et Paul.